# Patrick Tambay
Patrick Tambay, född 25 juni 1949 i Paris, död 4 december 2022 i Paris, var en fransk racerförare, TV-kommentator och vice borgmästare i Le Cannet utanför Cannes.

## Racingkarriär

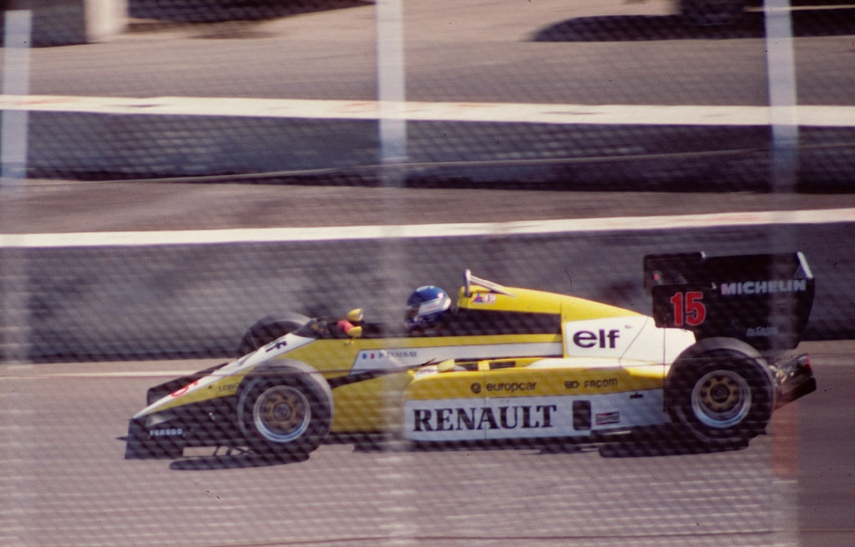
Patrick Tambay i Renault RE50 i.

Patrick Tambay körde Formel 1 och rönte vissa framgångar 1982 när han gick över till Ferrari efter att deras försteförare Gilles Villeneuve hade omkommit. Han vann två lopp, det första, Tysklands Grand Prix 1982, efter att hans stallkamrat Didier Pironi hade kraschat under träningen.  Tambay fick sparken från Ferrari 1984 och gick då till Renault och senare till Team Haas, där han avslutade sin formel 1-karriär. Han kom som bäst fyra i formel 1-VM 1983.
Tambay återvände till racing 1989 då han började köra sportvagnsracing för Jaguar. Till meriterna hör en fjärdeplats i Le Mans 24-timmars. Han har också kört Paris-Dakar-rallyt och där slutat bland de tre första två gånger.

## Personligt liv och hälsa
Efter sin racingkarriär blev Tambay kommentator på fransk television. Han var också vice borgmästare i Le Cannet, en förort utanför Cannes. Han var gudfar till Formel 1-föraren Jacques Villeneuve medan hans son Adrien Tambay körde i DTM mellan 2012 och 2016.
Tambay diagnostiserades med parkinsons sjukdom som han levde med under flera år. Den 4 december 2022 avled han i sviterna av sjukdomen, 73 år gammal.

## F1-karriär
| Säsong                | Stall/Tillverkare                   | Placering             | Lopp | Poäng | Etta | Tvåa | Trea | Pole | Varv |
| --------------------- | ----------------------------------- | --------------------- | ---- | ----- | ---- | ---- | ---- | ---- | ---- |
| 1977                  | Surtees-Ford Theodore (Ensign-Ford) | 18                    | 1 8  | 5     |      |      |      |      |      |
| 1978                  | McLaren-Ford                        | 14                    | 15   | 8     |      |      |      |      |      |
| 1979                  | McLaren-Ford                        | -                     | 15   |       |      |      |      |      |      |
| 1981                  | Theodore-Ford Ligier-Matra          | 18                    | 7 8  | 1     |      |      |      |      |      |
| 1982                  | Ferrari                             | 7                     | 8    | 25    | 1    | 1    | 1    |      |      |
| 1983                  | Ferrari                             | 4                     | 15   | 40    | 1    | 2    | 2    | 4    | 1    |
| 1984                  | Renault                             | 11                    | 16   | 11    |      | 1    |      | 1    | 1    |
| 1985                  | Renault                             | 12                    | 15   | 11    |      |      | 2    |      |      |
| 1986                  | Team Haas (Lola-Hart) (Lola-Ford)   | 15                    | 3 12 | 2     |      |      |      |      |      |
| Sammanlagt 9 säsonger | Sammanlagt 9 säsonger               | Sammanlagt 9 säsonger | 123  | 103   | 2    | 4    | 5    | 5    | 2    |

| 1. Tyskland 1982 2. San Marino 1983 |

| 1. Italien 1982 2. Belgien 1983 3. Nederländerna 1983 4. Frankrike 1984 |

| 1. Storbritannien 1982 2. Kanada 1983 3. Storbritannien 1983 4. Portugal 1985 5. San Marino 1985 |

| 1. USA West 1983 2. Tyskland 1983 3. Österrike 1983 4. Sydafrika 1983 5. Frankrike 1984 |

| 1. Kanada 1983 2. Sydafrika 1984 |